# Amador Bueno
Amador Bueno de Ribeira, O Aclamado (c. 1584 - c. 1649), fue un terrateniente y administrador colonial (capitán mayor y ouvidor) de la Capitanía de San Vicente.
Se convirtió en una figura importante de un rumor en el Brasil colonial cuando fue supuestamente aclamado como rey de São Paulo en 1641 por la población castellana de la ciudad de São Paulo dos Campos de Piratininga como reacción al fin de la unión dinástica entre Portugal y España. Cuenta la leyenda que Amador Bueno rechazó prontamente la aclamación vitoreando al rey D. João IV de Portugal.
Fue un acto impulsado por la misma revuelta de 1641, conocida popularmente como la "expulsión de los curas", por estar dirigida contra los jesuitas. El mismo espíritu de rebelión se respiraba en ambos movimientos o impulsos populares.